# Senden (Adelsgeschlecht)

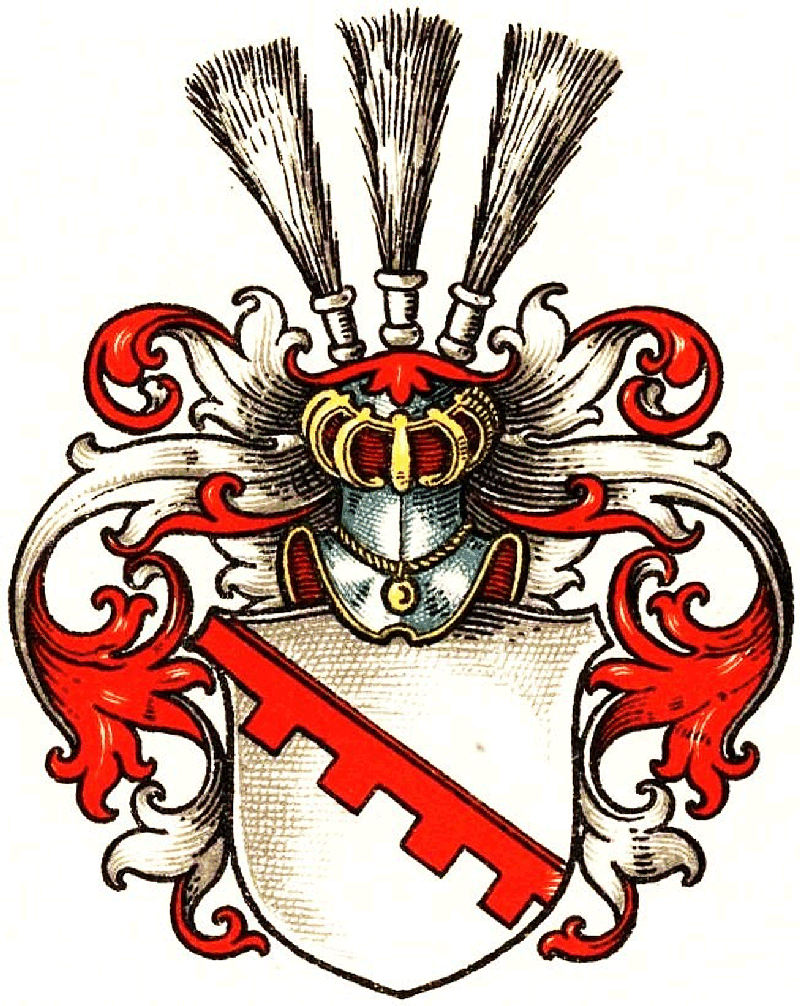
Wappen derer von Senden im Wappenbuch des Westfälischen Adels

Senden ist der Name eines alten westfälischen Adelsgeschlechts, eines Stammes mit den von Grothaus/Grotthuß/Grothusen, den von Morrien und den von Malemann. Hingegen sind die von Senden zu unterscheiden von den Droste zu Senden anderen Stammes und Wappens, die jedoch gegen Ende des 14. Jahrhunderts nach Erwerb des Hofes Üdinck im Kirchspiel Senden und Heirat der Erbtochter derer von Senden zu Benekamp beide Güter zum Rittersitz Senden vereinigten und das Haus Senden errichteten.
Keine genealogische Verbindung besteht zu den (Schuler) von Senden.

## Geschichte
Die westfälischen von Senden wurden bereits mit Hermannus de Senden, urkundlich 1174 bis 1203, erwähnt. Ihr Stammsitz war das als Benekamp bekannte Rittergut beim Dorf Senden, das schon um 890 als Sendiaon in einem Heberegister des Klosters Werden genannt wurde. Daher urkundeten die von Senden auch als von Senden genannt Benekamp. Benekamp ging gegen Ende des 14. Jahrhunderts im vereinten Rittergut Senden auf, deren Besitzer die Droste zu Senden, Nachfahren der Erbtochter von Senden zu Benekamp, waren.
Bereits vor 1269 muss sich eine Linie, die späteren von Grothaus (de magna domo), abgesondert und auf dem Grotenhus bei Nordkirchen niedergelassen haben, einem Lehen der Fürstbischöfe von Münster, in dessen Besitz sie bis 1403 blieb. Erste nach diesem Stammsitz Benannte waren Theodoricus de magna domo 1269 bzw. dessen Bruder oder Sohn, Ritter Conradus de Magna domo im Jahre 1277.
Bernhard von Senden zu Lüdinghausen war Ritter und Vasall des Fürstbischofs von Münster und des Grafen von Ravensberg. Sein Sohn, Ritter Johann von Lüdinghausen genannt Morrien (* um 1252, † 1337), war der Stammvater des seit 1271 so urkundenden Geschlechts Morrien und der von diesem abstammenden Malemann. Er erhielt vom Bischof den Oberhof Selm als Pfand. Vom Kloster Werden wurde er mit dem Oberhof Nordkirchen und den Höfen tor Horst und Bertelswich belehnt und führte seitdem den Titel Herr zu Nordkirchen.
Die von Senden erloschen um 1600 mit Engelbert von Senden zu Hengelborg als dem Letzten ihres Namens.

## Wappen
In Silber eine rote schräge Brücke (Turnierkragen). Auf dem Helm mit rot-silbernen Decken drei silberne, wie Besen geformte Wedel. Die von Grothaus und die von Morrien führen sehr ähnliche Wappen.
Die Gemeinde Senden nahm 1966 den roten Turnierkragen derer von Senden in ihr Wappen auf.